# United People’s Coalition
United People's Coalition (Nederlands: Verenigde Volkscoalitie), afgekort UPC, is een Statiaanse politieke partij. De partij werd opgericht op 26 oktober 2010 door Reginald Zaandam.
De UPC in maart 2011 deel aan de de eerste verkiezingen van Sint Eustatius als openbare lichaam van Nederland, enkele maanden nadat de ontbinding van de Nederlandse Antillen een feit was. Bij haar eerste stembusgang behaalde de partij 24,7% van de stemmen en een van de vijf zetels in de eilandsraad. Het nieuwe bestuurscollege werd gevormd door een coalitie van de UPC met de STEP en de PLP. UPC-partijleider Reginald Zaandam werd eilandgedeputeerde. Na 11 maanden trok de UPC zich terug en viel de coalitie uiteen.
Bij de eilandsraadsverkiezingen van 2015 wist de partij met 15,3% van de stemmen haar zetel te behouden en ging weer meebesturen met de PLP. Reginald Zaandam bleef eilandgedeputeerde tot 18 mei 2016 en werd opgevolgd door Derrick Simmons. In augustus 2016 verloor de UPC haar vertegenwoordiging in de eilandsraad toen raadslid Reuben Merkman uit de partij stapte om verder te gaan als onafhankelijke. Merkman bleef echter het bestuurscollege steunen waardoor dit kon aanblijven.
Na een bestuurlijk ingreep van Nederland in februari 2018 kwam het eilandsbestuur in handen van een regeringscommissaris. De eilandsraad en het bestuurscollege waren aan kant geschoven wegens grove taakverwaarlozing. De voor maart 2019 geplande eilandsraadverkiezingen werden eind 2018 afgelast. Een jaar later wordt er gekozen voor een gradueel herstel van de lokale bestuurlijke verhoudingen met nieuwe verkiezingen op 21 oktober 2020. In de aanloop hiernaar werd in juli 2020 Elvin Henriquez aangewezen als tijdelijke partijleider ter opvolging van Reginald Zaandam.
Democratische Partij (DP) ·
Progressive Labour Party (PLP) ·
St. Eustatius Empowerment Party (STEP) ·
United People’s Coalition (UPC)